# Bolfenk
Bolfenk je moško osebno ime.

## Izvor imena
Ime Bolfenk izhaja iz nemškega imena Wolfgang. To ime razlagajo kot zloženko iz starovisokonemških besed wolf v pomenu besede »volk« in gangan »iti«.

## Različice imena
Volbek, Volbenk, Volfgang, Ulbank

## Tujejezikovne različice imena
Wolfgang

## Pogostost imena
Po podatkih Statističnega urada Republike Slovenije je bilo na dan 31. decembra 2007 v Sloveniji število moških oseb z imenom Bolfenk: 7.

## Osebni praznik
V koledarju je ime Bolfenk zapisano skupaj z imenom Volbenk (Volbenk, škof, † 31. oktober 994)

## Zanimivosti
- V Sloveniji je 5 cerkva sv. Bolfenka v Mariborski nadškofiji in 4 v Ljubljanski nadškofiji.
- Wolfgang, slovensko Bolfenk ali Volbenk, je bil tudi nemški svetnik iz 10. stoletja. Misijonaril je po nekdanji rimski provinci Norik in bil škof v Regensburgu, kjer je bil po smrti 31. oktobra 994 tudi pokopan. Velja za zavetnika rezbarjev, pastirjev, drvarjev, oglarjev, tesarjev in proti mnogim boleznim.
- Znamenit Bolfenk je bil avstrijski skladatelj Wolfgang Amadeus Mozart